# Distrito de Jacobo Hunter

Mapa distrital de la provincia (ampliar para ver detalles.).

El distrito de Jacobo Hunter es uno de los veintinueve que conforman la provincia de Arequipa, ubicada en el departamento de Arequipa, en el Sur del Perú.
Desde el punto de vista jerárquico de la Iglesia católica forma parte de la Arquidiócesis de Arequipa.

## Historia
En la Arequipa Prehispánica, los cerros "Ccaccallinca" y "Huacucharra" albergaron a una importante ciudadela preinca cuyo territorio trascendía el valle central del Chili: Kasapatak.
Hacia los siglos XVIII y XIX aparecen una serie de bohíos dispersos en la campiña suroeste de la ciudad de Arequipa, hoy ubicados en la jurisdicción del distrito y llamados "pueblos tradicionales": Bellavista, Huasacache, Tingo, Tingo Grande, Pampa del Cusco, Chilpinilla, etc. En sentido estricto, el área urbana del distrito se gesta hacia la segunda mitad del siglo XX con el dilatado proceso de expansión urbana a partir del núcleo establecido por la otrora Asociación Urbanizadora Hunter en 1948, sobre una explanada intermedia adyacente al cerro "Ccaccallinca", donde actualmente se ubica la capital y que fue donado por la señora Manuela Oviedo, esposa del médico Jacobo Hunter.
A partir de la década de los años 60 y siguientes, en oleadas sucesivas y alternadas de migrantes ocupan la zona, se generan el grueso de los actuales 62 asentamientos humanos, destacando las fundadas durante los años 70s y 80s, cuya consolidación urbana provocó un significativo cambio en la fisonomía espacial y demográfica del entonces sector urbano popular suroeste de la ciudad de Arequipa.
El 2 de junio de 1990, El ejecutivo promulgó la  Ley  25225  que creó  el distrito Jacobo Hunter. Tras un arduo trabajo desplegado por los integrantes del Comité de Gestión encabezados por Rafael Llerena Alfaro y Simón Balbuena Marroquín, concretaron un viejo anhelo de convertir en jurisdicción autónoma, una extensa zona desmembrada del antiguo distrito de Socabaya.

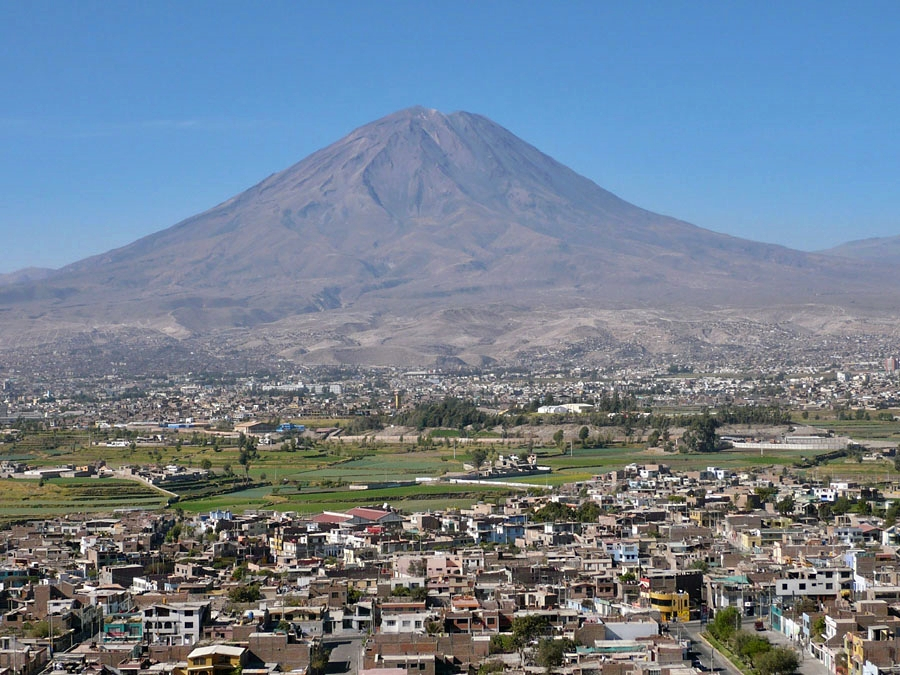
Vista panorámica de Arequipa desde el distrito de Hunter, que se encuentra en la parte inferior de la fotografía.

La idea de la distritalización se remonta a la década de 1980 y es en diciembre de ese año cuando se constituye el Comité de Creación del Distrito Jacobo Hunter, encabezado por el líder social Sergio Elías Valdivia Ojeda, el periodista Simón Balbuena Marroquín como coordinador y asesor general, y por Rafael Llerena Alfaro como presidente. Luego de una serie de gestiones ante los organismos estatales pertinentes, el histórico 2 de junio de 1990 se promulga la Ley N.º 25225 de creación del distrito Jacobo Hunter, con su capital el centro poblado de Hunter.[1]
Fue elegido como su primer alcalde distrital el ilustre vecino Sergio Elías Valdivia Ojeda, a sus 35 años, por mayoría popular. Valdivia Ojeda fue una figura clave en el proceso de distritalización y, durante su gestión, impulsó obras fundamentales como el asfaltado de calles, las primeras obras de saneamiento, la habilitación de vías en zonas periféricas y el fortalecimiento de las instituciones educativas locales. Su legado está marcado por un fuerte vínculo con la población, un espíritu de servicio, y una visión de desarrollo que sentó las bases para el crecimiento del distrito.

## Geología

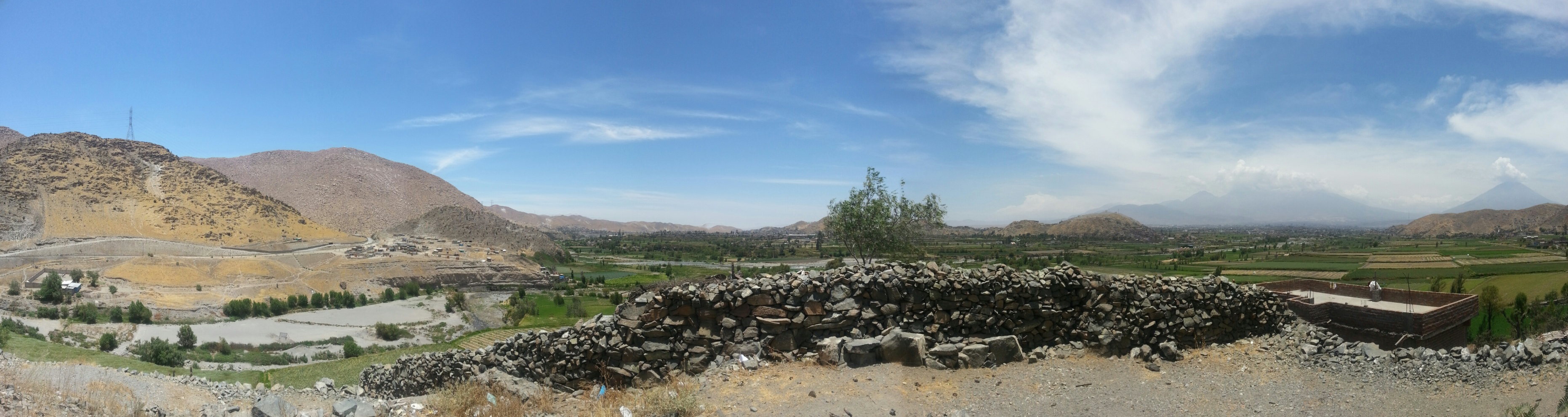
Vista de la localidad tradicional de Tingo Grande.

En el sector denominado "Batolito de la Caldera" se pueden encontrar buenas muestras de Cuarzo Lechoso y Granito, ambos son muy abundantes, por otra parte suele aparecer muy raramente algunos cristales de Biotita asociado con Olivino, los Esquistos son igual de raros, también se pueden encontrar cristales de pirita cúbica aunque son extremadamente difíciles de hallar. Rocas alteradas como la Monzonita aparecen muy raramente.

## Deportes
El Distrito cuenta con el Estadio "Juan Velasco Alvarado", donde se juega la Liga Distrital de Fútbol de Hunter.
Entre sus equipos más tradicionales, están: "Juventud Unida", "Augusto Freyre", "León del Sur", "Chicos Malos", entre otros, destacando los deportistas Eder Moscoso, Ángel Valdivia, Christian Del Carpio Velásquez, Luis Alberto Carpio Zegarra "El Burrito", Walter Lozada, entre otros.[cita requerida]

## Transporte
Las rutas de transporte masivo de pasajeros que circularán en el distrito de Jacobo D. Hunter son las siguientes:
| FASE OPERATIVA | FASE OPERATIVA     | FASE OPERATIVA | FASE OPERATIVA                       | FASE OPERATIVA                                     |
| Cuenca         | Concesionario      | Ruta *         | Ruta *                               | Ruta *                                             |
| Cuenca         | Concesionario      | Código         | Desde                                | Hasta                                              |
| -------------- | ------------------ | -------------- | ------------------------------------ | -------------------------------------------------- |
| C - 10         | Megabus AQP S.A.C. | A19            | Ampliación Pampas del Cusco (Hunter) | Plataforma Andrés A. Cáceres (J.L.B.Y R.)          |
| C - 10         | Megabus AQP S.A.C. | A20            | La Planicie (Sachaca)                | Urb. Agricultura (J.L.B.Y R.)                      |
| C - 10         | Megabus AQP S.A.C. | A42            | UPIS Paisajista (Hunter)             | Álvarez Thomas (Cercado)                           |
| C - 10         | Megabus AQP S.A.C. | T29            | Pampas del Cusco (Hunter)            | La Merced (Cercado)                                |
| C - 10         | Megabus AQP S.A.C. | T30            | Villa Sevilla (Hunter)               | La Merced (Cercado)                                |
| C - 10         | Megabus AQP S.A.C. | T31            | Pampas del Cusco (Hunter)            | Terminal Terrestre (J.L.B.Y R. / Hunter / Cercado) |

* Las rutas operan en ambos sentidos.
IMPORTANTE:
- La Municipalidad Provincial de Arequipa (MPA), a través del SITransporte podrá crear rutas o extender recorridos de las rutas ya establecidas para la cobertura total del distrito.
- La tarifa del pasaje se pagará solo una vez, tendrá una duración de 59 minutos y se podrá realizar tres viajes como máximo.

## Autoridades

### Municipales
- 2019 - 2022[5]
  - Alcalde: Christian Alexander Arce Machaca, de Juntos por el Desarrollo de Arequipa
  - Regidores:

  1. Jorge Muñoz Vallejos (Alianza para el Progreso)
  2. Jorge James Cáceres Mendoza (Alianza para el Progreso)
  3. Claudia Lucero Flores Laura (Alianza para el Progreso)
  4. José Luis Mamani Hualla (Alianza para el Progreso)
  5. Alejandra Ayma Pinto (Alianza para el Progreso)
  6. René Víctor Arias Goyzueta (Arequipa Renace)
  7. Diana Zegarra Quispe (Juntos por el Desarrollo de Arequipa)